# Мариета
Мариета (на английски: Marietta) е град в Джорджия, Съединени американски щати, административен център на окръг Коб. Населението му е 60 972 души към 2020 година.

## Личности
Родени
- Робърт Патрик (р. 1958 г.), актьор